# Niscemi (stacja kolejowa)
Niscemi (wł. Stazione di Niscemi) – stacja kolejowa w Niscemi, w prowincji Caltanissetta, w regionie Sycylia, we Włoszech. Stacja znajduje się na linii Katania – Caltagirone – Gela. 
Od maja 2011 połączenia kolejowe między stacją Niscemi a stacjami Caltagirone i Gela zostały zawieszone po braku ciągłości odcinka Niscemi-Caltagirone z powodu zawalenia się łuku wiaduktu.

## Linie kolejowe
- Linia Katania – Caltagirone – Gela